# Габријел Букатко
Габријел Букатко (Доњи Андријевци 27. јануар 1913 — Врбас, 19. октобар 1981) био је гркокатолички бискуп, апостолски администратор крижевачки и београдски римокатолички надбискуп.

## Биографија
Габријел Букатко је рођен у Андријевцима, у Славонији, поред Врпоља 1913. године као четврто од шесторо деце. Родитељи су му били земљорадници. Отац му је био Дионизиј а мајка Јулијана, рођена Киш.
Основну школу је завршио у родном месту а шест разреда гимназије у Славонском Броду. Седми и осми разред, као и велику матуру је завршио у Францисканској гимназији у Високом.
Филозофију и теологију је студирао у Риму од 1933. године где је и докторирао 1940. године.
За свештеника га је посветио владика Њаради, 2. априла 1939. године у Риму.
Војску је служио у Сарајеву 1940. године.
Умро је 19. октобра 1981. у болници у Врбасу. Сахрањен је 22. октобра 1981. године у парохијалној цркви св. оца Николаја у Руском Крстуру.

## Делатност
Био је капелан у Руском Крстуру од августа до новембра 1940. године.
Године 1942, је био именован за бискупског секретара. Од 1943. године је обављао дужност управника епархијских добара. Године 1944, је био именован за каноника и пароха катедралне цркве у Крижевцима. Након смрти владике Шимрака, 1946. године, обављао је дужност епархијског економа.
За апостолског администратора епархије био је именован 1. јула 1950. године а 23. фебруара 1952. године је био именован за владику. Посвећен за владику је био у загребачкој катедрали, 27. априла 1952. Крижевачки резиденцијални владика је постао 22. јула 1960. године. За београдског помоћног надбискупа је именован 28. јула 1961. године, на молбу београдског надбискупа, др Јосипа Ујчића. Београдски надбискуп је постао 24. марта 1964. године. У исто време је био и Апостолски Администратор крижевачке епархије.
Владика Букатко је оснивао нове парохије где се појавила потреба, услед утицаја послератних околности и миграција становништва. Након рата је дошло до велике миграције верника из Босне у Бачку и у Срем, као и сеоба верника из Жумберка у Метлику, Карловац и Загреб, Бачку и Срем. Тако су у време кад је он био владика, основане следеће парохије: Берак (1954), Ново Орахово (1954), Кула (1956), Метлика (1958), Винковци(1958), Врбас II, (1960), Вуковар (1962), Инђија (1966), Стењевац (1968), верски центар у Карловцу (1972).
Написао је краће историјске записе о Крижевачкој Епархији и дао значајан допринос да буде објављен шематизам крижевачке Епархије. Превео је и делове Кодекса канонског права Источне Цркве.
Био је члан Другог ватиканског Сабора као потпредседник Комисије за источне цркве и званично је презентовао Конституцију о Источним Црквама